# آنتوان دوامل
آنتوان دوامل (فرانسوی: Antoine Duhamel‎؛ ۳۰ ژوئیه ۱۹۲۵ – ۱۱ سپتامبر ۲۰۱۴) یک آهنگساز، رهبر ارکستر و مدرس موسیقی اهل فرانسه بود.
او فرزند نویسنده و شاعر فرانسوی «ژرژ دوامل» و دانش‌آموختهٔ رشته موسیقی در دانشگاه سوربُن بود.
آنتوان دوامل با بسیاری از کارگردان نامدار اروپا از جمله «برتران تاورنیه»، «ژان-لوک گدار» و «فرانسوا تروفو» همکاری داشته است و در سال ۲۰۰۱ میلادی، برندهٔ «خرس نقره‌ای» در جشنواره بین‌المللی فیلم برلین شد.

## گزیدهٔ آثار

### سینما
- دختر رؤیاهای شما (۱۹۹۸)
- وسواس بیمارگونه (۱۹۸۹)
- تخت و تختخواب (۱۹۷۰)
- بوسه‌های دزدکی (۱۹۶۸)
- تعطیلات آخر هفته (۱۹۶۷)
- تمسخر (۱۹۶۶)
- پی‌یرو خله (۱۹۶۵)

### تلویزیون
- بلفگور یا شبح موزه لوور (۱۹۶۵)